# Wilhelm Ament
Karl Wilhelm Ament (* 1. November 1876 in Zweibrücken; † 13. November 1956 in Bamberg) war ein deutscher Psychologe und Verleger.

## Leben
Wilhelm Ament war der Sohn des bayerischen Obersts Andreas Ament und dessen Ehefrau Lilly, Tochter des 1886 verstorbenen Verlagsbuchhändlers Carl Buchner aus Bamberg. Nach dem Besuch der Gymnasien in Zweibrücken und Bamberg studierte Wilhelm Ament Naturwissenschaften, Philosophie und Psychologie an der Universität Würzburg. Dort wurde er 1900 bei Oswald Külpe zum Dr. phil. promoviert. Im Anschluss beschäftigte er sich vor allem mit wissenschaftlichen Studien im Bereich der Kinderpsychologie, die er zum Teil auch publizierte.
1909 wurde Wilhelm Ament Mitglied des Historischen Vereins in Bamberg. 1918 trat er in die DVP ein und wechselte dann zur DNVP. Wilhelm Ament war in der Harzburger Front aktiv und wurde am 16. November 1931 Mitglied des Stahlhelms. Am 1. Februar 1934 wurde er in die SA überführt, blieb dort als Rottenführer aktives Mitglied und trat letztendlich zum 1. Mai 1937 in die NSDAP ein (Mitgliedsnummer 3.971.027).
Ament übernahm im Jahr 1909 den mütterlicherseits ererbten C.C. Buchner Verlag in Bamberg. Um die schlechte Auftragslage zu verbessern, veröffentlichte er in der Zeit des Nationalsozialismus auch ideologisch angepasste Bücher, wie 1934 ein Lehrbuch von Alfred Klotz über Rassengeschichte. 1928 kaufte er das Schulbuchprogramm des Nürnberger Verlags Carl Koch hinzu und legte 1950 die Verlagsleitung in die Hand seines Schwiegersohns Günter Grünke (1913–1997).
1909 wurde Wilhelm Ament Mitglied des Historischen Vereins Bamberg und 1916 in den Vereinsausschuss als Beauftragter für die prähistorischen Sammlungen berufen, eine Tätigkeit, die er bis 1945 wahrnahm. Seine Verdienste würdigte der Verein 1936 mit der Ehrenmitgliedschaft. Von 1938 bis zu seinem Tod im Jahr 1956 war er Vorsitzender der E.T.A. Hoffmann-Gesellschaft. Diese Gesellschaft war unter Mithilfe des Bamberger Dichterkreises am 14. Juni 1938 während einer Gaukulturwoche gegründet worden. 
Er war zudem Vorsitzender des Verkehrs- und Verschönerungsvereins in Bamberg und Vorsitzender der Ortsgruppe Bamberg der Jean-Paul-Gesellschaft.  
Sein Grab ist auf dem Bamberger Friedhof in der Abteilung II A Gruft11 zu finden.

## Familie
Wilhelm Ament heiratete am 17. Februar 1912 Klara geborene Blancke (1889–1966), die als Lehrerin am Fröbelseminar in Kassel tätig und die Tochter des Gutsbesitzers Walter Blancke war. Aus dieser Ehe gingen die drei Töchter Freia (* 1913), Ingeborg (* 1914) und Gudrun (1924–1983) hervor. Letztere war mit Günter Grünke (1913–1997) verheiratet, der den C. C. Buchner Verlag seit 1950 leitete. Aus dieser Ehe entstammt Gunnar Grünke (* 1951), der seit dem Tod seines Vaters als Hauptgesellschafter die Geschicke des Verlages lenkt.

## Werke (Auswahl)
- Die Seele des Kindes. Eine vergleichende Lebensgeschichte. Mit 44 Bildern und einer Vignette von Erich Heermann, 4., verbesserte Auflage, Stuttgart, 1914.
- Sprachgeschichte des Kindes in natürlichen Sprachstufen, Bamberg, 1921.
- Führer durch das Naturalien-Cabinet des Lyzeums zu Bamberg, Bamberg, 1923.
- Bamberg, die fränkische Kaiser- und Bischofsstadt, die Stadt der Romantik und des E. T. A. Hoffmann. Führer auf siedelungs- u. stadtgeschichtlicher Grundlage. Mit Buchschmuck von Hans Bayerlein, vier vierfarbigen Tafeln, davon drei von Fritz Bayerlein, Bamberg, 1929.
- E. T. A. Hoffmann in Bamberg. Kurzer Führer zu Stätten der Erinnerung und durch die Sammlung im E. T. A. Hoffmann-Haus, Bamberg, 1951.